# فلم سيرة ذاتية

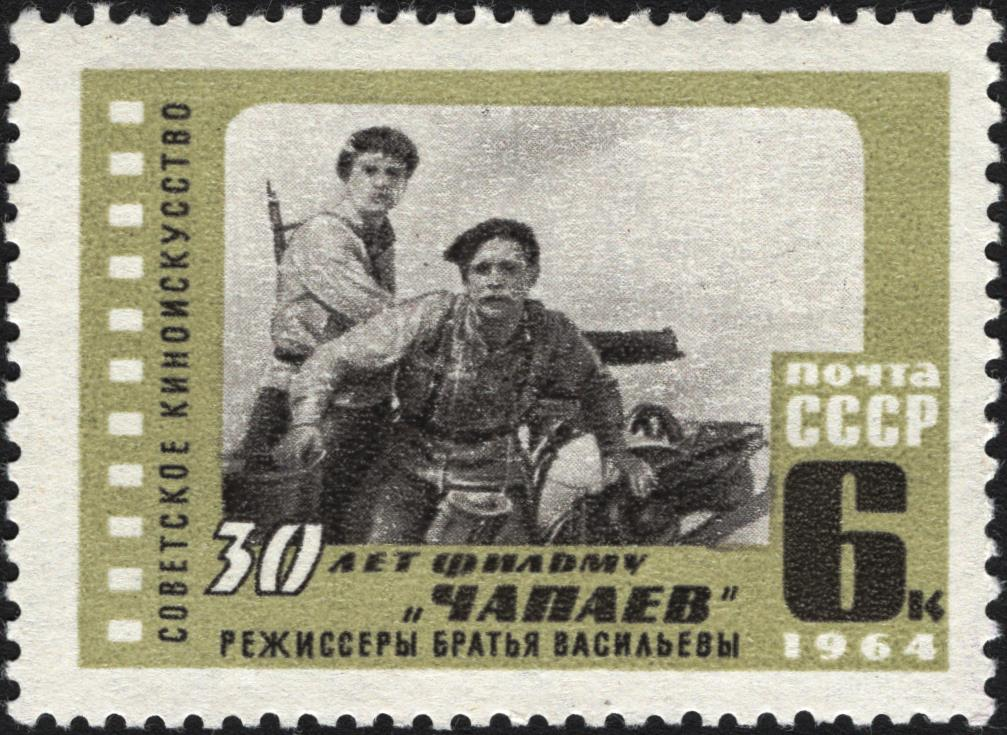

فيلم السيرة الذاتية هو نوع من الأفلام يصور حياة شخص أو أشخاص حقيقيين أو قائم على أساس تاريخي. تُظهر مثل هذه الأفلام حياة شخص معروف تاريخيًا ويُستخدم الاسم الحقيقي للشخصية. وهي تختلف عن الأفلام الوثائقية وأفلام الدراما التاريخية أنها تتمحور حول شخص واحد وتحاول سرد قصته بشكل شامل أو سرد سنوات حياته البارزة من وجهة نظر تاريخية على الأقل.

## اختيار الممثلين
من شأن اختيار الممثلين أن يكون موضوع جدلي بالنسبة لأفلام السيرة الذاتية. غالبًا ما يكون اختيار الممثلين عبارة عن حالة توازن بين التشابه في المظهر والقدرة على تصوير طباع الشخص المعني. مثلًا شعر أنتوني هوبكنز أنه لم يكن ينبغي أن يلعب دور ريتشارد نيكسون في نيكسون بسبب عدم وجود تشابه بين الاثنين. اعترض على اختيار جون وأين للعب دور جنكيز خان في فيلم ذا كونكرور 1952 نظرًا لأن وأين أمريكي يلعب دور أمير حرب مغولي. انتقد النقاد المصريون اختيار لويس جوسيت جونيور، الممثل الأمريكي من أصل أفريقي، ليلعب دور رئيس مصر أنور السادات في المسلسل التلفزيوني الذي صدر عام 1982 باسم السادات. وقد اعترض البعض أيضًا على اختيار جينيفر لوبيز في سيلينا نظرًا لأنها أمريكية من أصل بورتوريكي في حين كانت سيلينا أمريكية من أصل مكسيكي.

## تمثيلات الفيلم
نظرًا لأن الأشخاص المُصورين في أفلام السيرة الذاتية هم أشخاص حقيقيين، فإن أفعالهم وطباعهم معروفة بالنسبة للجمهور (أو موثقة تاريخيًا على الأقل) مما يجعل هذه الأدوار من أكثر الأدوار صعوبة بالنسبة للممثلين والممثلات. اكتسب كل من بين كينغسلي، جوني ديب، جيم كاري، روبرت داوني جونيور، جيمي فوكس وإيدي ريدماين احترامًا قائم على أسس جديدة بصفتهم ممثلين دراميين بعد أن أدوا أدوار البطولة في أفلام سيرة ذاتية. كينغسلي بدور المهاتما غاندي في غاندي (1982) وجوني ديب بدور إد وود في إد وود (1994) وجيم كاري بدور آندي كوفمان في فيلم مان أون ذا موون (1999) وداوني بدور تشارلي تشابلن في تشابلن (1992) وفوكس بدور راي تشارلز في راي (2004) وإيدي ريدماين بدور ستيفن هوكنج في فيلم ذا ثيوري أوف إيفري ثينج (2014).
بعض أفلام السيرة الذاتية تمد الحقيقة عمدًا. استندت «اعترافات عقلية خطيرة» إلى مذكرات مضيف برنامج المسابقات تشاك باريس التي فُضحت ولكن انشهرت كثيرًا والتي تحمل نفس الاسم، والتي ادعى فيها أنه عميل لوكالة المخابرات المركزية. دمج فيلم كافكا كل من حياة المؤلف فرانز كافكا والجوانب االسريالية لتخيلاته. يروي فيلم إيرول فلين ذي دايد ويذ ذير بووتس أون قصة جورج أرمسترونغ كاستر لكنه كان ذو طابع رومنسي للغاية. أشيد بفيلم أوليفر ستون ذا دورز الذي يروي قصة حياة جيم موريسون للتشابه الكبير بين جيم موريسون والممثل الذي أدى دوره، فال كيلمر، فيما يخص المظهر والغناء. إلا أن المعجبين وأعضاء الفرقة لم تعجبهم الطريقة التي صور بها فال كيلمر جيم موريسون، وقد كان هناك بعض المشاهد المختلقة بالكامل.
هناك بعض الحالات النادرة التي تسمى أفلام السير الذاتية التلقائية، حيث يلعب فيها الشخص المعني دوره في الفيلم الذي يروي سيرته بنفسه. ومن الأمثلة على ذلك جاكي روبنسون في جاكي روبنسون ستوري (1950) ومحمد علي في فيلم الأعظم ذا غريتست (1977) وأودي مورفي في تو هيل آند باك (1955) وباتي ديوك في كول مي آنا (1990) وبوب ماتياس في ذا بوب ماتياس ستوري (1954) وآرلو غوتري في آليس ريستورانت (1969) وفانتازيا بارينو في لايف إز نت أ فيري تيل (2006) وهوارد ستيرن في برايفت بارتس (1997)
أصبحت السيرة الذاتية الموسيقية بوهيميان رابسودي، المستوحاة من حياة المغني فريدي ميركوري واحدة من أعلى أفلام السير الذاتية ربحًا على الإطلاق في عام 2018.